# 第63集団軍
第63集団軍（第63集团军）とは、中国人民解放軍陸軍の軍級部隊。乙類集団軍。北京軍区に所属する。

## 歴史
第63集団軍の前身は、対日戦勝後に各種遊撃隊を集めて編成された晋察冀軍区第3縦隊である。楊成武、後に鄭維山が司令を、胡耀邦が政治委員を務めた。編成後、第3縦隊は、華北、西北を転戦し、平津戦役で活躍した。
1951年、第19兵団に編入され、朝鮮戦争の第5次戦役に参加した。第1段階において、配下の第187師は、臨津江を渡河し、イギリス第29旅団の1個大隊を撃滅した。第2段階において、第187師は、兵力が損耗していたにも拘らず、鉄原を12日間死守し、彭徳懐自らが賞賛した。
1960年代末の中ソ対立時、第63軍は、山西省太行山の第2線陣地に配備された。1980年代中期の軍縮中、乙類集団軍とされ、第189師は山西省武警総隊に改編された。配下部隊は自動車化されているものの、戦力は低く、廃止の計画もあるとされる。